# 22 pour 30
22 pour 30 est le titre d'un épisode de la série télévisée d'animation Les Simpson. Il s'agit du dix-septième épisode de la vingt-huitième saison et du 613e épisode de la série. Il est diffusé pour la première fois le 12 mars 2017 aux États-Unis.

## Synopsis
Sous forme de documentaire, l'épisode revient sur la scandaleuse carrière de Bart au sein de l'équipe de basket-ball de l'école. Les choses vont mal tourner quand Bart se rapproche de Gros Tony pour énerver son père devenu entraîneur de l'équipe...

## Réception
Lors de sa première diffusion l'épisode a attiré 2,61 millions de téléspectateurs.